# Região hidrográfica do Atlântico Sul

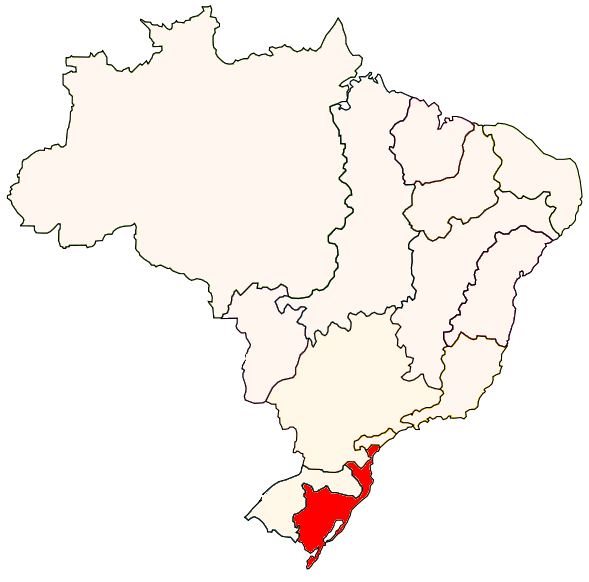
Mapa com a localização da Região hidrográfica do Atlântico Sul.

A Região hidrográfica do Atlântico Sul é uma das doze regiões hidrográficas do território brasileiro.
Possui uma área de 186.079,86 km², correspondendo a 2,2% do território nacional, sendo 142.178 km² do Rio Grande do Sul (76,4%), 36.649 km² de Santa Catarina (19,7%), 5.732 km² do Paraná (3,1%) e 1.521 km² de São Paulo (0,8 %). 
Abrange 451 municípios, dos quais se destacam Paranaguá, Joinville, Florianópolis, Rio Grande, Caxias do Sul, Pelotas e a Região Metropolitana de Porto Alegre.[carece de fontes?]
A região hidrográfica do Atlântico Sul inicia-se próxima à divisa dos estados de São Paulo e do Paraná, estendendo-se até o Arroio Chuí, no Rio Grande do Sul. A área total da bacia leste é a região da bacia sul do oeste
Na região hidrográfica Atlântico Sul é formada por um conjunto de bacias independentes, vertendo para o litoral, de diversas dimensões espaciais e predominam rios de pequeno porte que correm diretamente para o Oceano Atlântico. As principais exceções são os rios Itajaí e Capivari, em Santa Catarina, que apresentam maior volume de água. Na região do Rio Grande do Sul, ocorrem rios de grande porte como o Taquari-Antas, Jacuí, Vacacaí e Camaquã, ligados aos sistemas lagunares da Lagoa Mirim e Lagoa dos Patos.
As principais bacias são: as que compõem a Região Hidrográfica do Guaíba (tais como os rios Jacuí, o Caí, o dos Sinos e o Gravataí) e a do Camaquã, desaguando na Laguna dos Patos; a do Piratini, desaguando no canal São Gonçalo que une as lagoas Mirim e dos Patos; a do rio Jaguarão, na fronteira Brasil e o Uruguai, que desagua na lagoa Mirim; dos rios Itajaí-Açu, Tijucas, Cubatão e Itapocú, em território catarinense, desaguando diretamente no Oceano Atlântico Sul.
O principal bioma da região é a Mata Atlântica, muito desmatada pela ocupação humana. Também podem ser encontradas manchas de Mata de Araucária em áreas acima de 600m de altitude. Na costa litorânea, ocorrem manguezais e restingas.